# Getty H. Huffine
Getty Herschel Huffine (* 25. August 1889 in Bowling Green, Kentucky, USA; † 12. Februar 1947 in Binghamton, New York, USA) war ein US-amerikanischer Komponist, Posaunist und Tubist.

## Leben
Huffine wurde 1889 im amerikanischen Bowling Green als ältestes von vier Kindern geboren. Dort wuchs er auch auf und erhielt seine Bildung an einer Bibelschule. Als Huffine 18 Jahre alt war, wurde in seinem Heimatort eine Stadtkapelle gegründet, bei der er sich gleich bewarb. Nach eigener Aussage konnte er zu dieser Zeit „eine Klarinette nicht von einer großen Trommel unterscheiden“. Als Instrument wurde ihm die Ventilposaune zugewiesen, die er autodidaktisch lernen musste. Ebenso selbstständig bildete er sich in Harmonielehre, Kontrapunkt und Komposition.
Später zog es Getty H. Huffine in den Bundesstaat New York, wo er als Tubist bei mehreren, unterschiedlich großen Zirkuskapellen mitwirkte. Er gehörte dort dem Lehrkörper der Hofstra University an.
Huffine starb am 12. Februar 1947 im Alter von 57 Jahren in Binghamton.

## Werke (Auswahl)
Huffine komponierte Werke für Blasmusik, als sein bekanntestes Stück gilt der Marsch Them Basses.
- Basses on a Rampage (Marsch; 1927)
- The Bear Cat (Marsch; 1924)
- Dull Razor Blues (1929)
- I B M March (1928)
- The Last Word (Marsch; 1928)
- The Syncopator (Marsch; 1929)
- Them Basses (Marsch; 1924)
- Triple Cities (1930)